# Котівка (Житомирський район)
Коті́вка —  село в Україні, у Житомирському районі Житомирської області. Входить до складу Радомишльської міської громади. Населення становить 541 осіб.

## Географія
У селі бере початок річка Межерічка, ліва притока Тетерева.

## Історія
1742 - 1792 рр. село належало шляхтичам Гембицьким. 1764 р. у ньому жило 132 особи.
1792 р. Михайло Гембицький продав Котівку шляхтичам Вербицьким.
До 1793 р. Котівка була у складі Житомирського повіту Київського воєводства Речі Посполитої. В результаті Другого поділу Речі Посполитої вона 1793 р. увійшла до складу Московського царства (1793 р. - у складі Радомисльського повіту Ізяславського намісництва, від 1795 р. - Волинського намісництва, від 1797 р. - Київської губернії).
1864 р. у Котівці жило 533 особи, 1887 р. - 702 особи.
Після розвалу 1917 р. Московського царства Котівка увійшла до складу Української Народної Республіки (УНР). Згідно із Законом «Про адміністративно-територіальний поділ України», прийнятого 6 березня 1918 р., Котівка у складі Радомишльського повіту мала увійти до Деревської землі. Проте внаслідок Гетьманського перевороту 29 квітня УНР було повалено і відновлено стару Київську губернію. По відновленню УНР 14 грудня 1918 р. політичні обставини склалися так, що уряд УНР не став повератися до запровадженого ним раніш адміністративно-територіального устрою.
Під час Україно-московської війни 1918 - 1921 рр. Радомишльський повіт у червні 1920 р. був окупований московськими військами. Проте боротьба українського народу за власну державність продовжувалася.
6 листопада 1921 р. під час Листопадового рейду через Котівку проходила Подільська група (командувач Сергій Чорний)  Армії Української Народної Республіки. Тут група мала 5-годинний перепочинок. У Котівці було захоплено у полон начальника постачання 9-ї кавалерійської дивізії (начальник - Григорій Котовський) московських війських і 20 бійців його охорони, що заготовляли фураж для коней своєї дивізії, яка мала сюди прийти 10 листопада. Їх було розстріляно.